# Crepidophorus mutilatus
Crepidophorus mutilatus е вид бръмбар от семейство Полски ковачи (Elateridae). Видът е почти застрашен от изчезване.

## Разпространение и местообитание
Разпространен е в Австрия, Беларус, България, Германия, Дания, Европейска част на Русия, Испания, Латвия, Литва, Норвегия, Полша, Словакия, Украйна, Финландия, Франция, Чехия, Швейцария и Швеция.
Обитава гористи местности, долини и плата.

## Описание
Популацията на вида е намаляваща.